# بخش میخایلوفسکی، استان آمور
بخش میخایلوفسکی (به لاتین: Mikhaylovsky District) یک منطقهٔ مسکونی در روسیه است که در استان آمور واقع شده‌است.